# Cráter de mina de La Boisselle

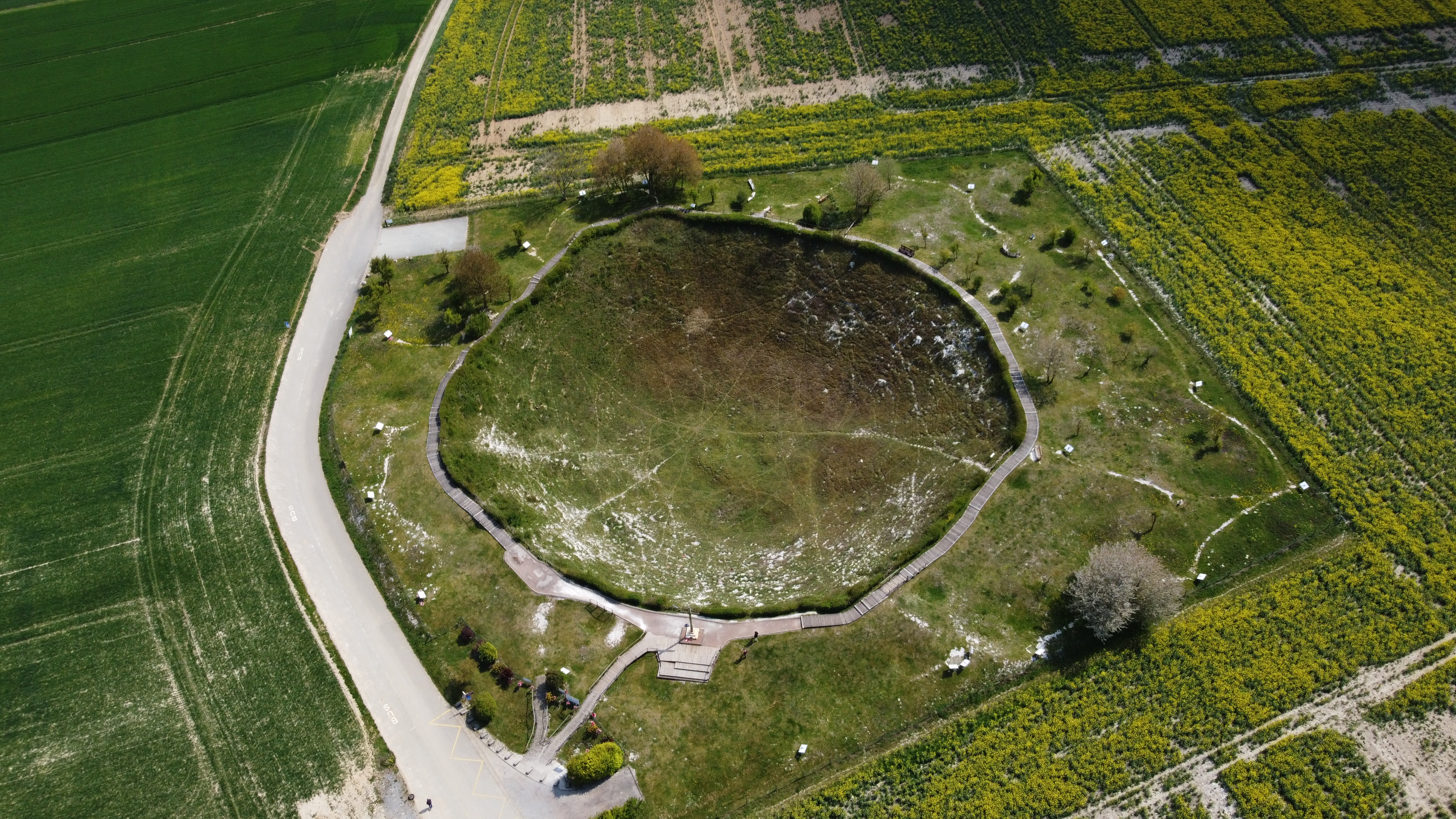
Vista aérea del cráter de La Boisselle en 2021.

El cráter de mina de La Boisselle, llamado también La Gran Mina y en inglés Lochnagar Crater (agujero de la gloria) es un lugar de memoria de la Batalla del Somme, durante la Primera Guerra Mundial situado en el territorio del municipio de Ovillers-la-Boisselle a 600 m al sudeste del pueblo de La Boisselle. Hoy, tiene un diámetro de unos 90 metros, y 22 metros de profundidad. Fue causado por la explosión, el 1 de julio de 1916, de cerca de 30 toneladas de explosivo en una mina subterránea excavada por las Royal Engineer tunnelling companies del ejército británico.

## Contexto histórico
La ofensiva de la Batalla del Somme en 1916 había sido precedida por un trabajo de zapa en ambos bandos para intentar debilitar las defensas enemigas. La explosión de las minas excavadas por los británicos tuvo lugar unos minutos antes de la señal de ataque para la infantería, el 1 de julio de 1916.
En La Boisselle, los mineros galeses del 9.º Cheshires excavaron un túnel que iba hasta las líneas alemanas. A 16 m de profundidad, ubicaron 27 toneladas del explosivo amonal. La ignición tuvo lugar el 1 de julio de 1916 a las 7:28, dos minutos antes el comienzo del asalto de la infantería franco-británica de la batalla del Somme. La columna de tierra proyectada se habría elevado a 1 300 m de altura y el embudo, que tenía entonces 100 metros de diámetro y 30 metros de profundidad, fue ocupado enseguida por los británicos. En el mismo momento, otra mina, llamada Y Sap, explotó del otro lado de la carretera que lleva a Bapaume.

## El sitio hoy día
El cráter Lochnagar se ha convertido hoy día en un verdadero lugar de recogimiento. Es el único cráter de mina tan bien conservado en el Somme y sobre todo el único accesible al público. El terreno pertenece a Richard Dunning, que vive en Surrey, Gran Bretaña.
Cada 1 de julio a las 7:30 es en el cráter de La Boisselle donde empiezan las ceremonias de conmemoración de la Batalla del Somme.
Una estela ha sido construida cerca del cráter, en memoria del soldado Tom Easton, de los Tyneside Scottish.
El 31 de octubre de 1998, se hallaron cerca del cráter los restos del soldado George Nugent, del Tyneside Scottish, desaparecido el 1 de julio de 1916. Fueron inhumados en la necrópolis de la Commonwealth en Ovillers el 1 de julio de 2000, en presencia de los miembros de su familia y de numerosas personalidades. Una cruz marca la localización donde se encontró el cadáver.
Hoy día, el cráter de La Boisselle mide unos 90 metros de diámetro y 30 metros de profundidad. Padece el desgaste natural de la erosión. Está prohibido ahora bajar a su interior porque las paredes de caliza corren el riesgo de desprenderse, acelerando así el rellenado del cráter.

Una cruz-memorial de madera ha sido erigida a la entrada del sitio.

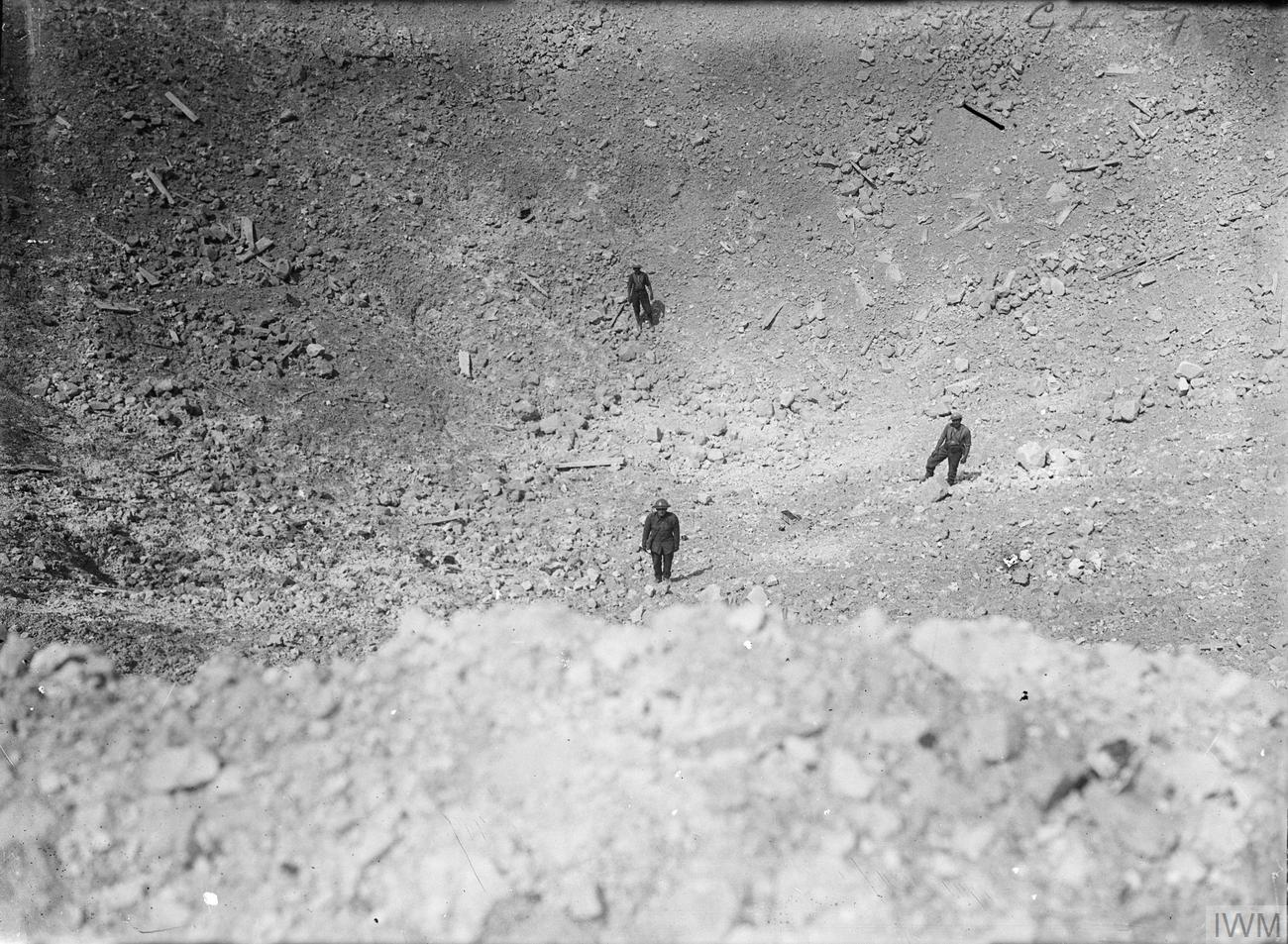
Interior del cráter en agosto de 1916
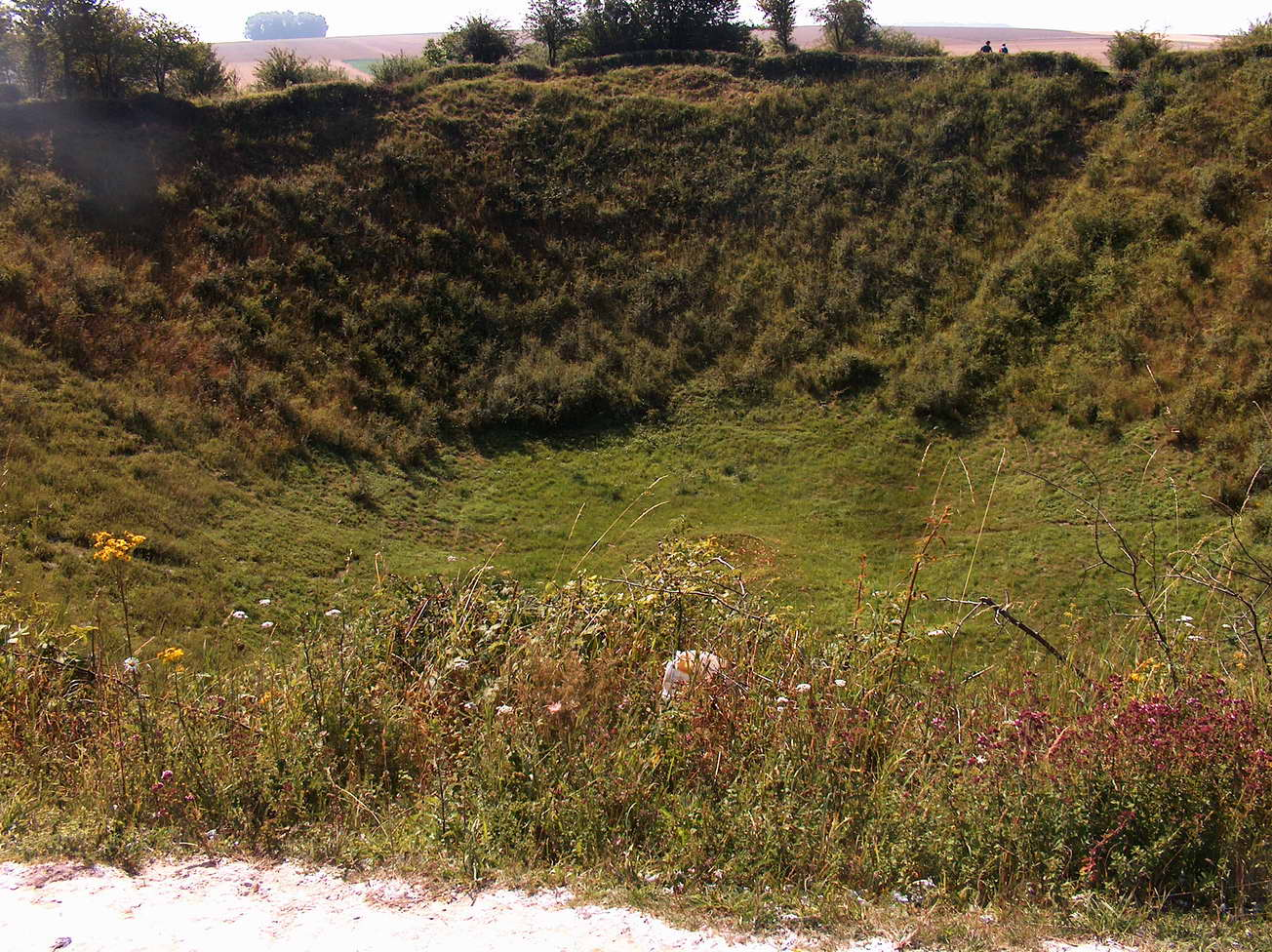
Vista del cráter en 2005.
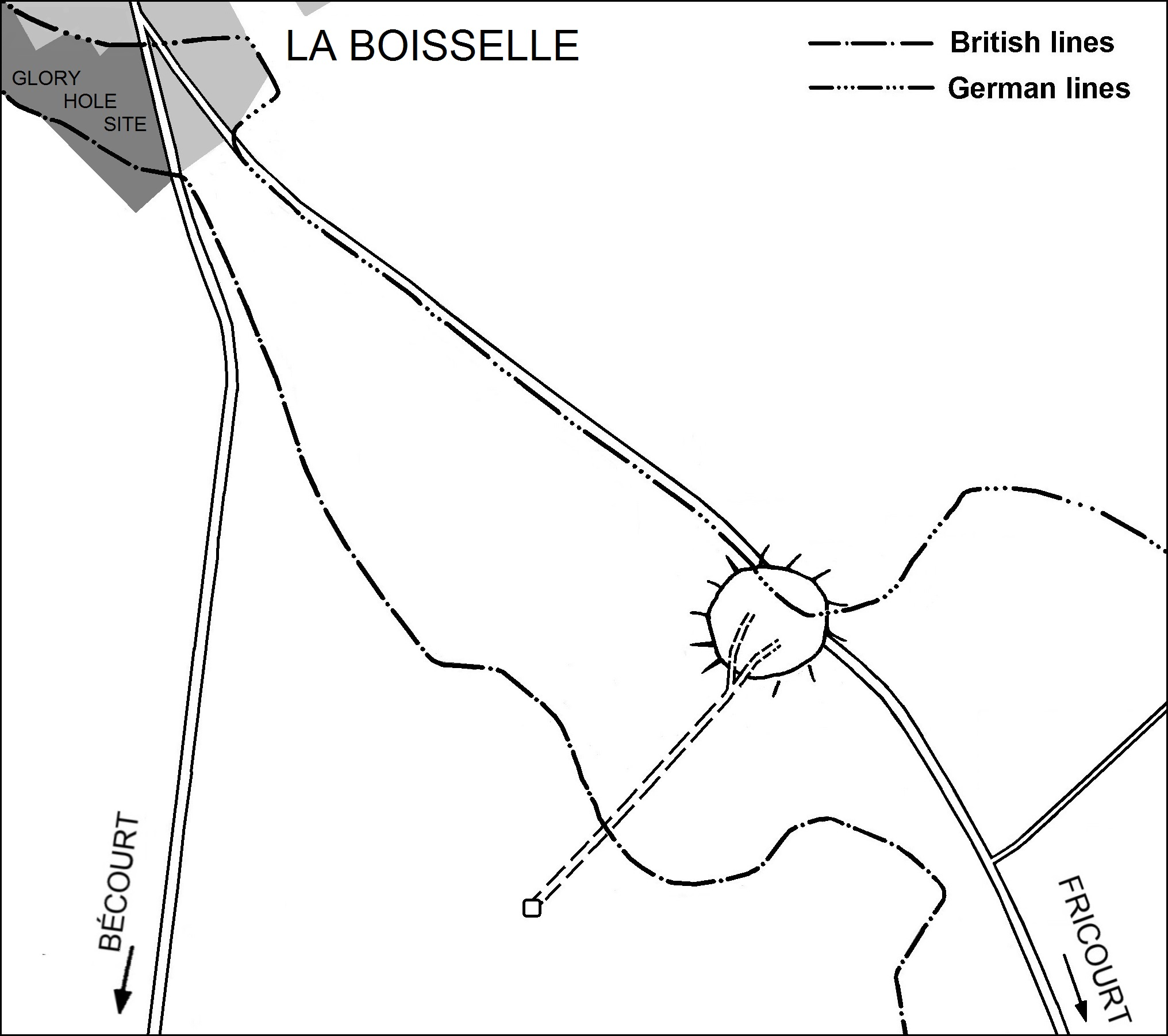
Plano de la mina de La Boisselle.
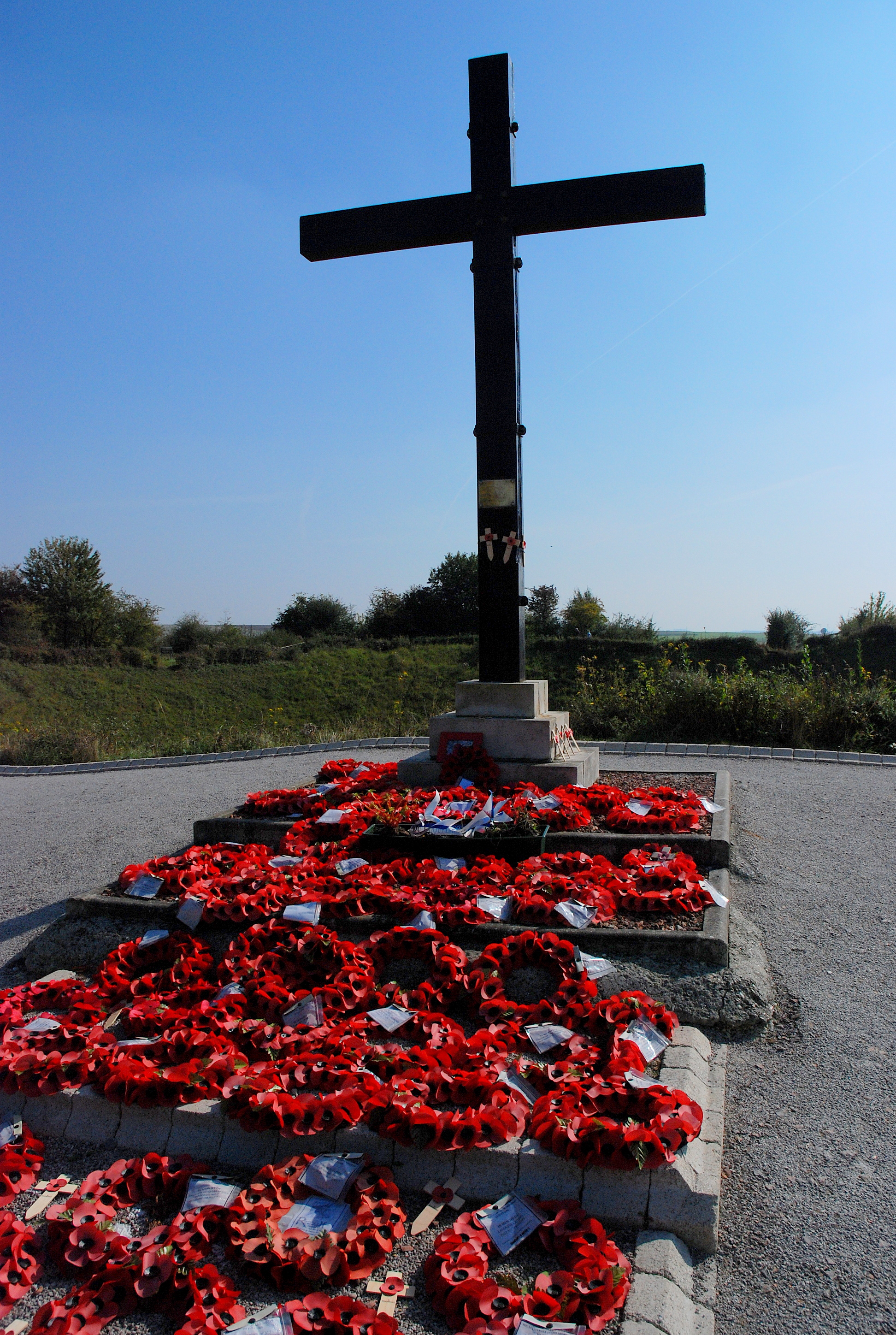
Cruz memorial de La Boisselle.